# 因加伊
因加伊是巴西米纳斯吉拉斯州的一个市镇。总面积305.005平方公里，总人口2496人，人口密度8.2人/平方公里。